# Arkens (molen)
Arkens is een windmolen in Franeker die oorspronkelijk in 1835 aan de Schalsummerweg werd gebouwd voor het bemalen van de polder Arkens. De molen heeft sinds 1967 de status van rijksmonument. In 1973 werd de molen herbouwd op de locatie aan de Van Andel-Ripkestraat. Hier dient hij de verversing van enkele plantsoenvijvers.
De molen is een spinnenkopmolen, met als functie poldermolen. Nadat de wieken bij een storm werden vernield, kreeg de molen een paar juffers met vlinderwieken. Bijzonder is het gevlucht met de dwarsgetuigde vlinderwieken, die in 1910 op de molen zijn aangebracht. Deze wiekvorm komt elders in Nederland niet voor. Voordat de vlinderwieken werden gemonteerd, had Arkens zelfzwichting op beide roeden. De molen is verder relatief uitzonderlijk, omdat hij als een van de weinige spinnekopmolens een achtkantige ondertoren heeft.
Eigenaar is gemeente Waadhoeke. De molen, die in de buurt staat van de watertoren, stond voor 1973 in de polder Arkens. Rondom de molen werd na de verplaatsing nieuwbouw gerealiseerd die de wind grotendeels uit de zeilen haalt. Wel zijn er later nog enkele bomen rondom de molen gekapt, zodat de wieken meer wind kunnen vangen.